# Косаково (гмина)

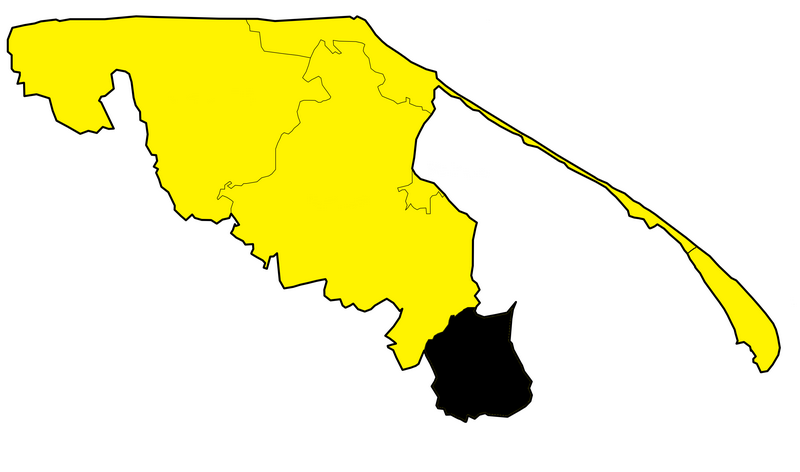
Гмина Косаково

Косаково (пол. Kosakowo) — сельская гмина (волость) в Польше, входит как административная единица в Пуцкий повет, Поморское воеводство. Население — 7630 человек (на 2004 год).

## Демография
| Перепись                       | Всего   | Всего | Женщины | Женщины | Мужчины | Мужчины |
| ------------------------------ | ------- | ----- | ------- | ------- | ------- | ------- |
| Единицы                        | человек | %     | человек | %       | человек | %       |
| Население                      | 7630    | 100   | 3791    | 49,7    | 3839    | 50,3    |
| Плотность населения (чел./км²) | 161,1   | 161,1 | 80      | 80      | 81      | 81      |

## Соседние гмины
1. Гдыня
2. Гмина Пуцк
3. Румя
4. Може-Балтыцке